# STS-31
STS-31 désigne une mission de la navette spatiale américaine Discovery qui a eu lieu du 24 avril 1990 au 29 avril 1990. Elle a mis sur orbite le télescope spatial Hubble. Cette mission marque le dixième vol de la navette spatiale Discovery et le trente-cinquième d'une navette spatiale.

## Objectifs
La mission STS-31 est à but scientifique ; elle permet notamment la mise en orbite du télescope spatial Hubble.

## Équipage
- Commandant : Loren J. Shriver (2)  États-Unis
- Pilote : Charles F. Bolden (2)  États-Unis
- Spécialiste de mission 1 : Steven A. Hawley (3)  États-Unis
- Spécialiste de mission 2 : Bruce McCandless II (2)  États-Unis
- Spécialiste de mission 3 : Kathryn D. Sullivan (2)  États-Unis

Le chiffre entre parenthèses indique le nombre de vols spatiaux effectués par l'astronaute.

## Paramètres de la mission
- Masses :
  - Masse au décollage : 117 586 kg
  - Masse à l'atterrissage : 85 947 kg
  - Charge utile : 11 878 kg
- Périgée de l'orbite : 585 km
- Apogée de l'orbite : 615 km
- Inclinaison de l'orbite : 28,5°
- Période orbitale : 96,7 min

## Déroulement

### 24 avril 1990(lancement,1erjourde vol)
Le lancement devait avoir lieu le 10 avril 1990 mais un incident mécanique à T-4 minutes sur l'APU numéro 1 décalera le lancement au 24 avril 1990. Le 24 avril 1990, APU remplacé et batteries de la charge utile rechargées, le compte à rebours est brièvement interrompu à T-31 secondes à cause d'une défaillance logicielle qui a empêché la fermeture d'une valve de carburant sur un équipement de support sol. Les ingénieurs réussissent à fermer la valve et le lancement a lieu le 24 avril 1990 à 8 h 33 min 51 s UTC.

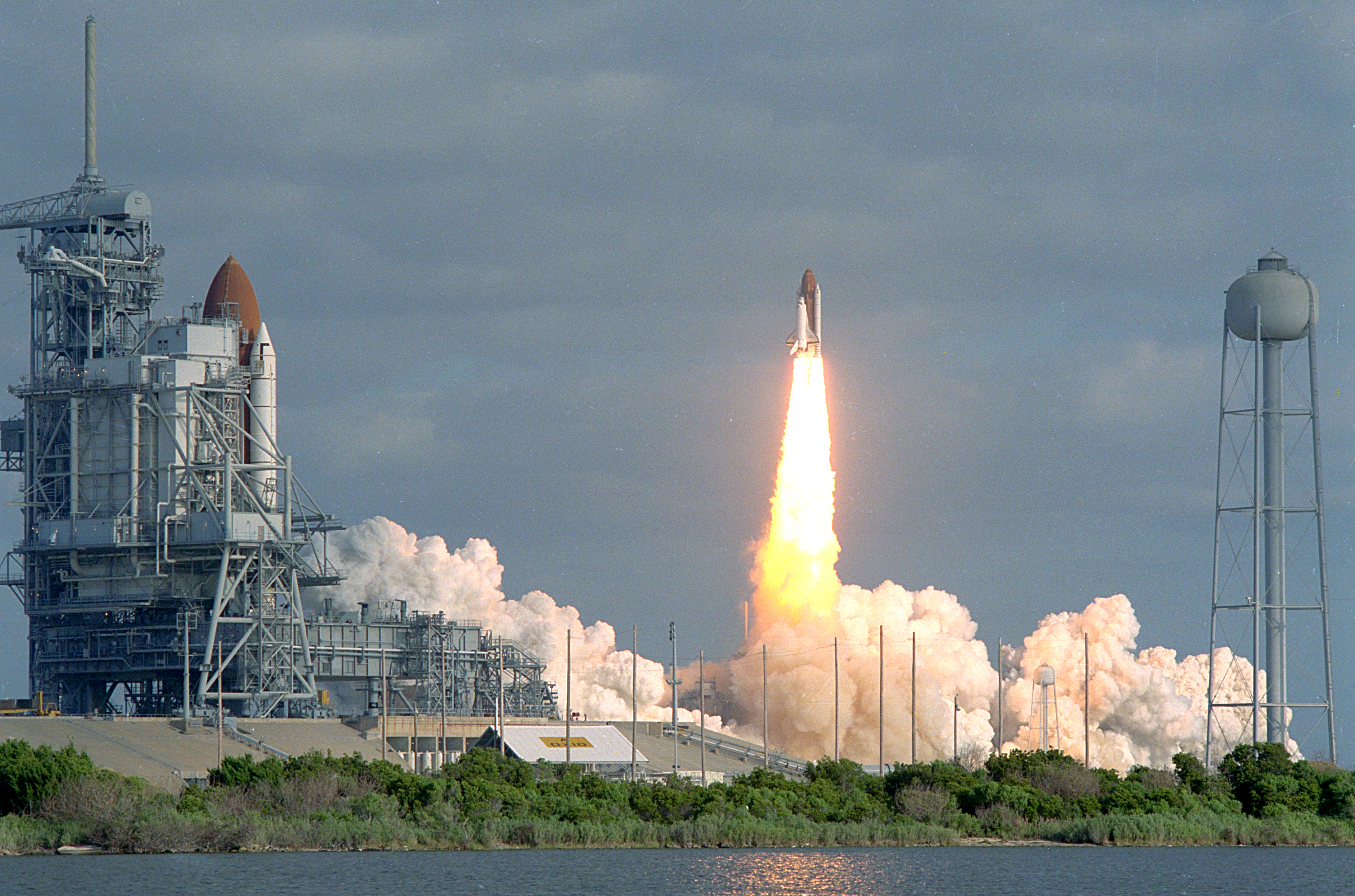
Lancement d'Hubble avec Discovery qui s'envole vers les étoiles et Columbia sur le pas de tir 39A au premier plan

### Réveils musicaux
Depuis le programme Gemini, il est de tradition pour la NASA, lors de ses vols habités, de marquer le début de chaque journée dans l'espace par un morceau de musique diffusé à l'intention des membres de l'équipage embarqué.
Chaque morceau est choisi spécialement, souvent par les familles, de manière à porter une signification particulière pour les différents astronautes, parfois en relation avec leur activité du moment.
| Journée de vol | Musique             | Auteur/Compositeur       |
| -------------- | ------------------- | ------------------------ |
| Journée 2      | Space is Our World  | Private Numbers          |
| Journée 3      | Shout(en)           | Otis Day and the Knights |
| Journée 4      | Kokomo              | The Beach Boys           |
| Journée 5      | "Cosmos"            | Frank Hayes (en)         |
| Journée 6      | Rise and Shine (en) | Raffi (en)               |

## Galerie de photos

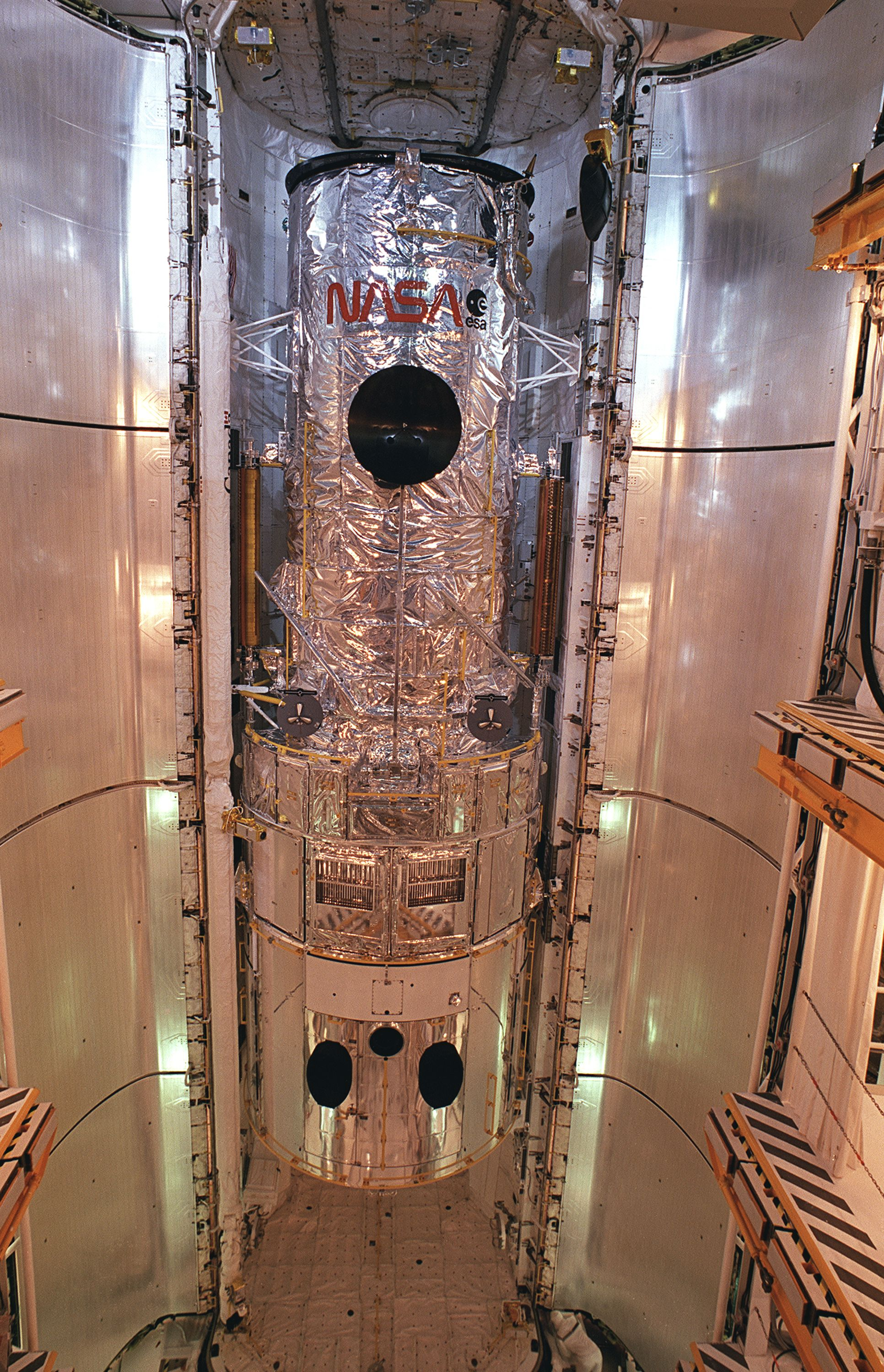
Hubble sur son socle.
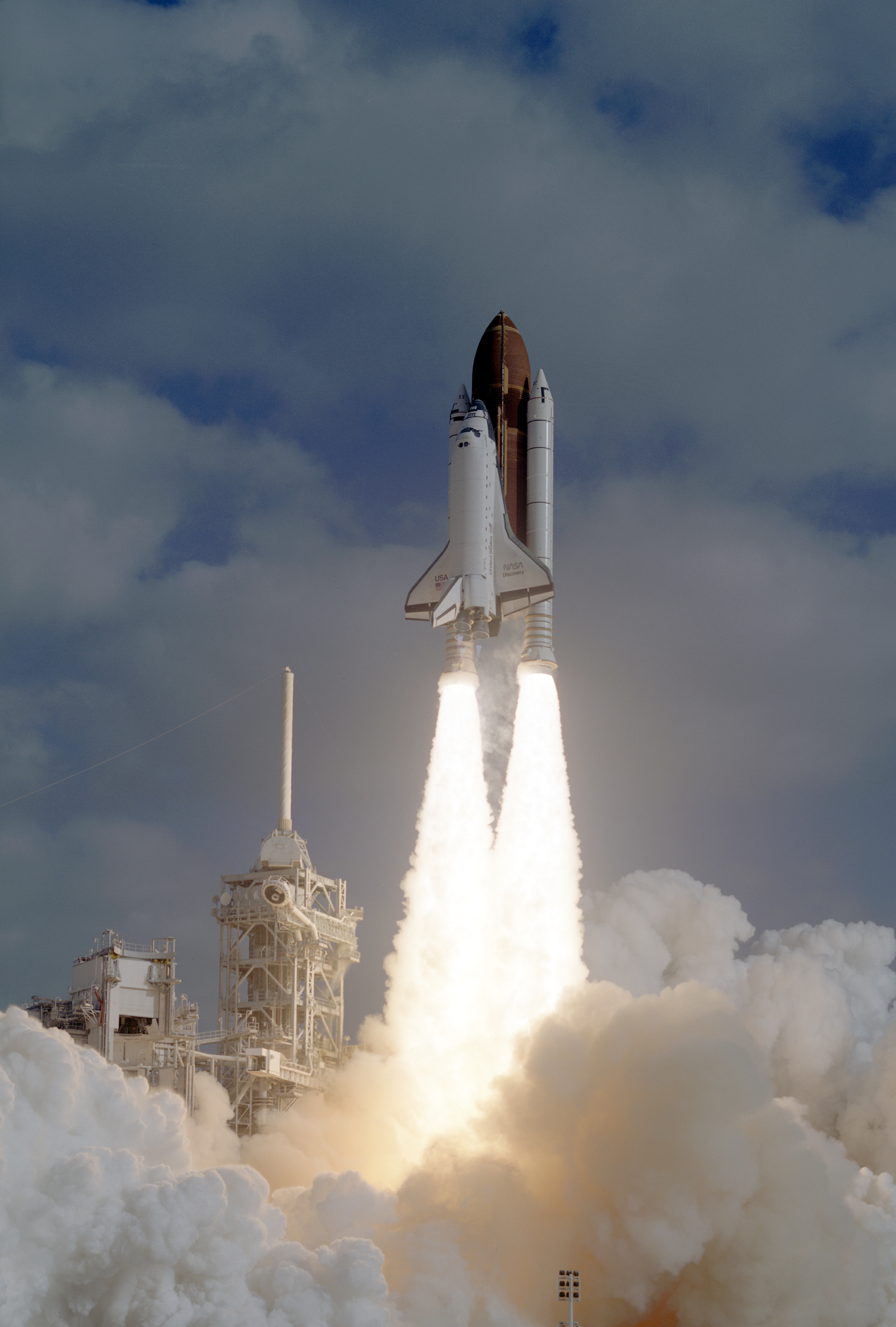
Décollage de la navette Discovery.
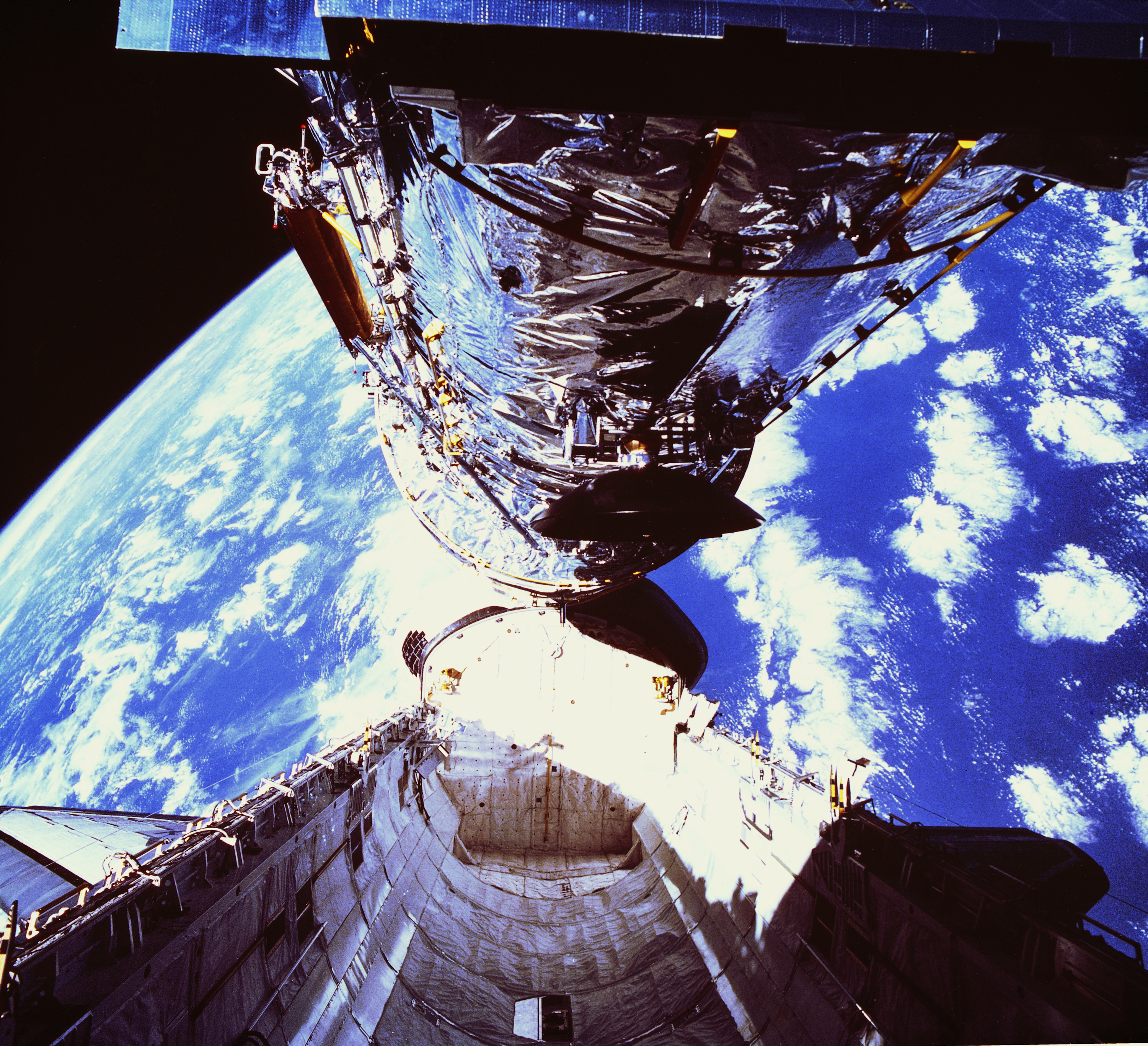
Hubble en cours de largage.
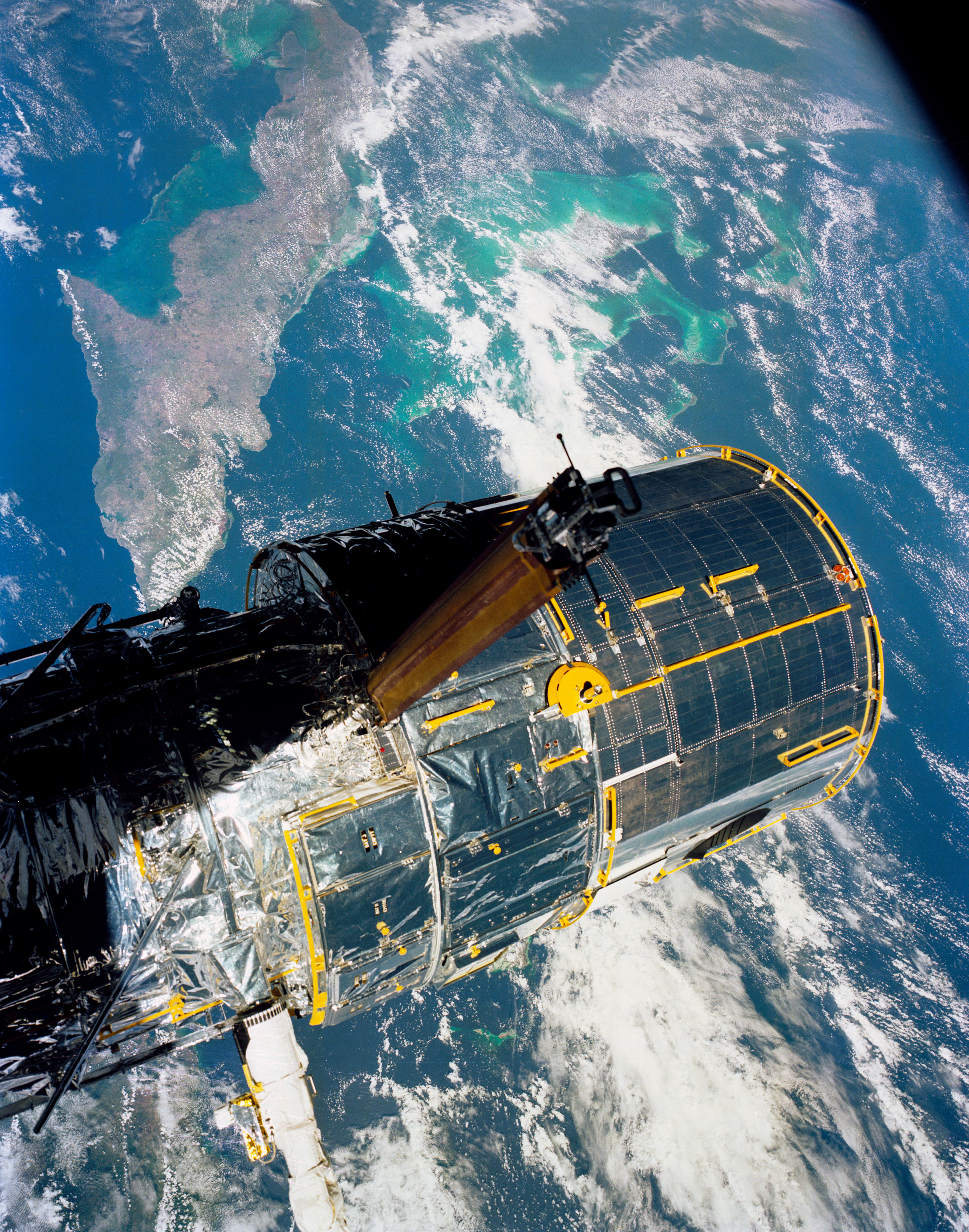
Au-dessus de Cuba.
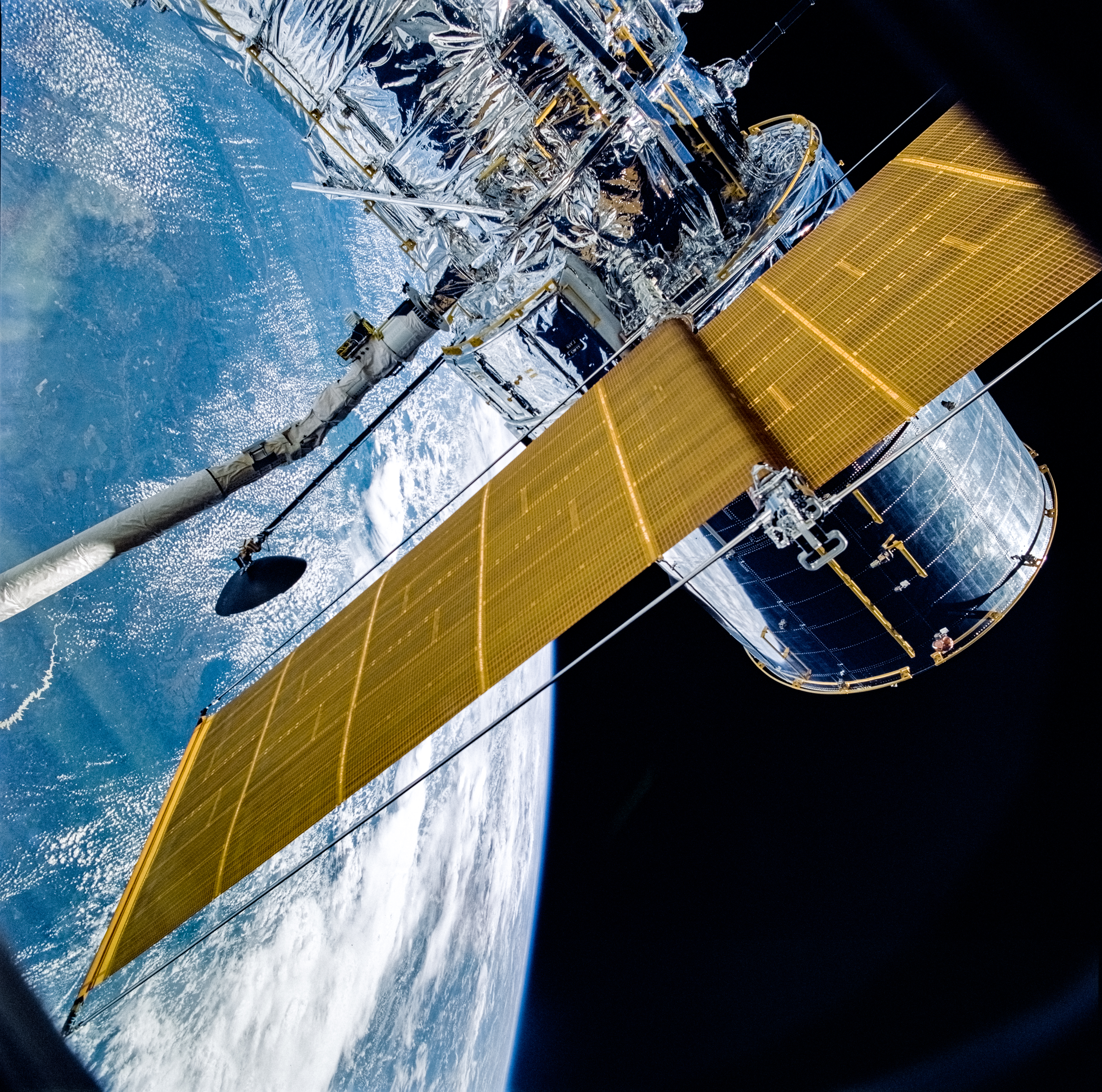
Déploiement des panneaux solaires.
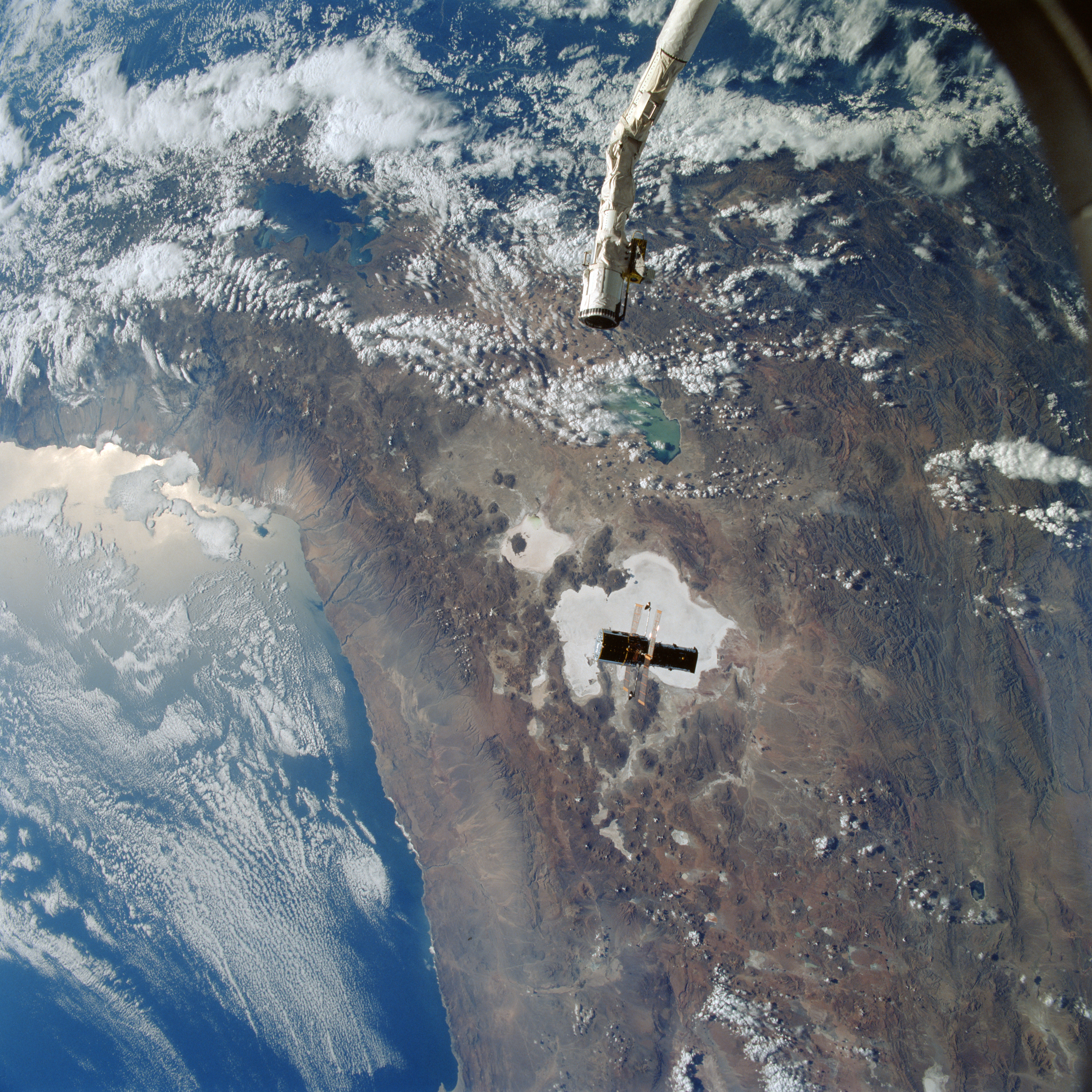
Hubble survole le Pérou.
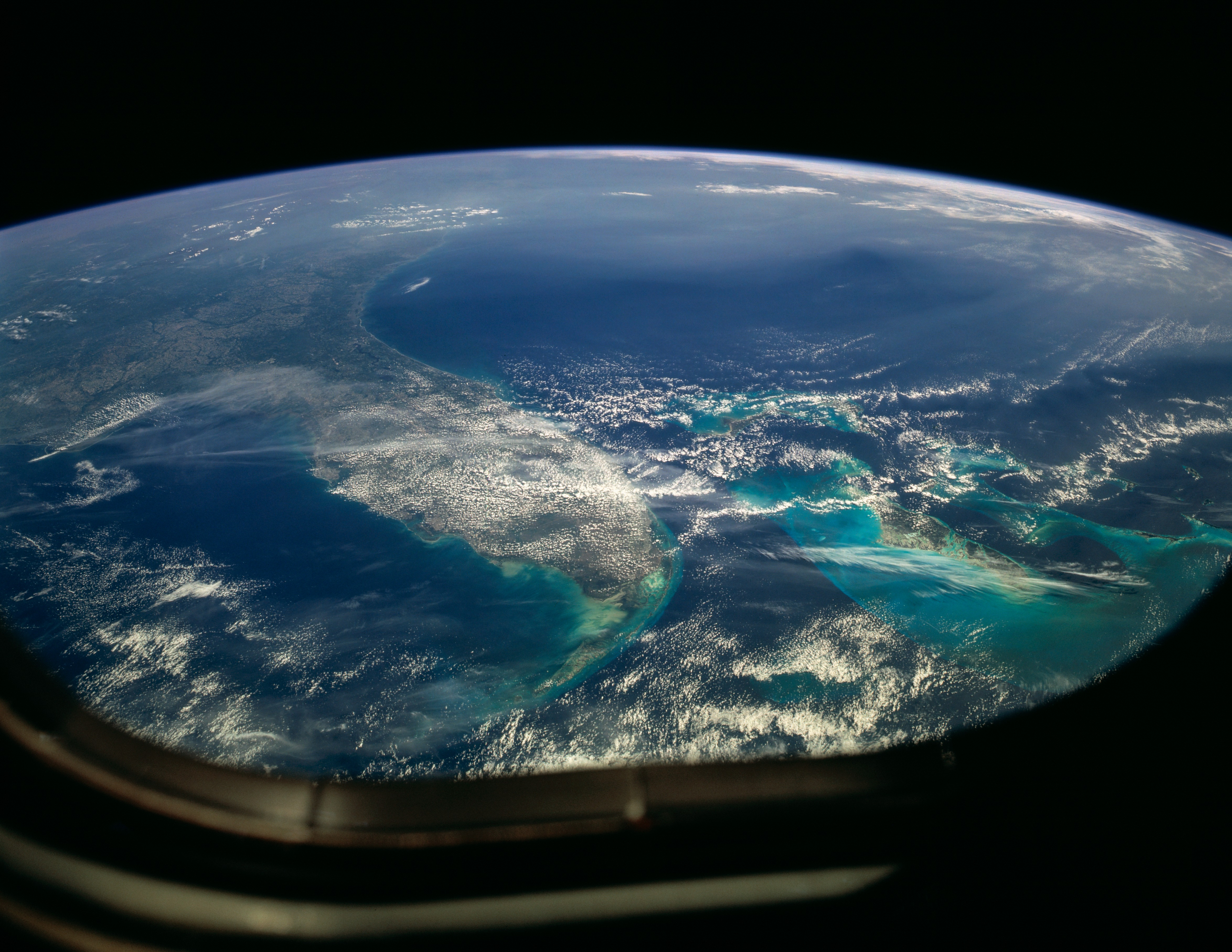
Floride et les Bahamas.
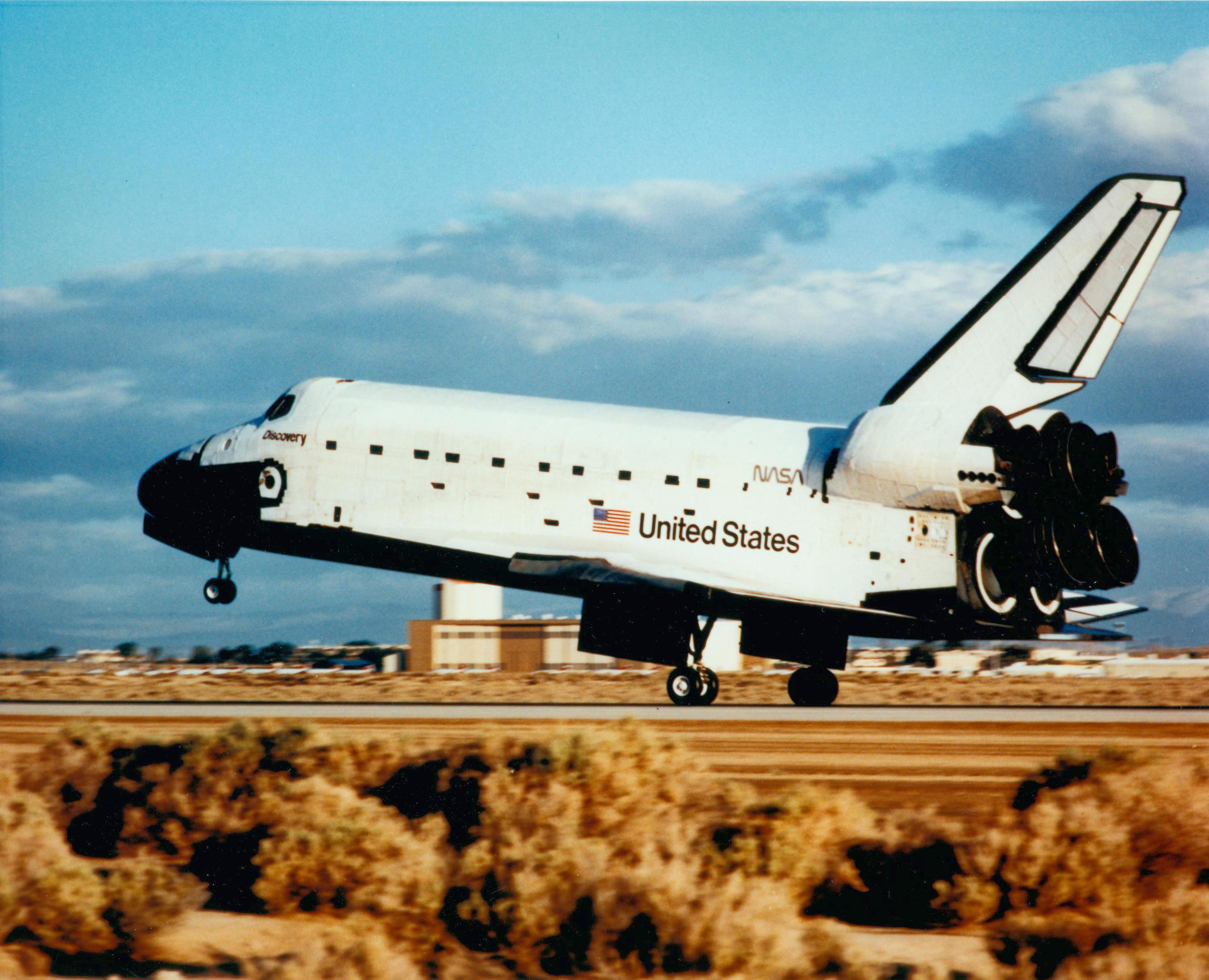
Retour de la navette Discovery.